# Отеп
Отеп (на английски: Otep) е ню метъл група, основана през 2000 година в град Лос Анджелис, щата Калифорния, САЩ.
Интересна е с мелодичните си женски вокали, съчетани с ръмжене. В рамките на година от своето съществуване те записват първия си албум „Jihad“. Групата прави и записи на музика с лейбъл Кепитъл Рекърдс. Свирят със Слипнот, Мерилин Менсън, Мъдвейн, Драунинг Пул, Дистърбт.

## Албуми
- 2001 — Jihad (EP)
- 2002 — Sevas Tra
- 2004 — House of Secrets
- 2005 — Wurd Becomes Flesh (EP)
- 2007 — Ascension
- 2009 — Smash the Control Machine
- 2011 — Atavist

## Видеоклипове
| Година | Песен                     |
| ------ | ------------------------- |
| 2001   | T.R.I.C.                  |
| 2002   | Blood Pigs                |
| 2004   | Warhead                   |
| 2004   | Buried Alive              |
| 2007   | Ghostflowers              |
| 2007   | Breed                     |
| 2008   | Confrontation             |
| 2008   | Crooked Spoons            |
| 2009   | Smash the Control Machine |
| 2010   | Rise, Rebel, Resist       |
| 2010   | Run for Cover             |
| 2011   | Fists Fall                |
| 2011   | "Baby's Breath"           |